# Obiedzino Górne
Obiedzino Górne [pronunciación en polaco: /ɔbjɛˈd͡ʑinɔ ˈɡurnɛ/] es una aldea ubicada en el distrito administrativo de Gmina Gołymin-Ośrodek, dentro del condado de Ciechanów, Voivodato de Mazovia, en el centro-este de Polonia.